# ブリーフカラテ
『ブリーフカラテ』または『Brief Karate Foolish』は、2003年に同人サークルDREAM CREATION SYSTEM (D.C.S.) が発売した対戦型格闘ゲーム。
ブリーフ姿の男性同士が戦う対戦格闘ゲームである本作は、ビキニ姿の女性同士が戦う内容の実写取り込み格闘ゲーム『ビキニカラテ』からヒントを得て開発された。同時に、本作には、コンボやゲージを消費しての超必殺技などの、当時一般的な対戦格闘ゲームで見られたシステムはほぼ搭載されている。

## ストーリー
10年に一度の格闘大会の覇者のみが手にできる、手に入れれば世界の支配者になるといわれている伝説の「ブラック・ブリーフ」を求め、世界中から集まった「ブリーフファイターズ」たちが戦いを繰り広げる。

## ゲーム内容
ゲーム自体は一般的なな2D格闘とほぼ同じで、前後移動にジャンプとしゃがみ、攻撃は弱・中・強とSPの4つがある。画面下部にロウソク状のゲージが増えていき、それを消費して超必殺技が放てる。また、各キャラクターのコマンドはほぼ共通のものが使われている。
本作においては、一人用の「1P」モードと、二人用の「対戦」モードがある。このうち、「1P」モードでは、対戦前にナレーション付きで相手の簡単な紹介が入る。また、対戦後には勝利メッセージは、キャラクター毎に異なるものが用意されている。

## ブリーフファイターズ
S.玉出（スーパーたまで）
真の強さを求める格闘家で、己の八極拳の技を見直しサワダ流を会得した経緯を持つ。強者との出会いを求めて格闘大会出場を決意する。
『ストリートファイター』や『餓狼伝説』に『バーチャファイター』といった、有名格ゲーの主人公のような技を多く使う。さらには『ストリートファイター リアルバトル オン フィルム』のキャプテン・サワダのような技まで使う。
玉の輝（たまのひかり）
相撲取りを目指す貧乏役者。姑息な手段を使うことにためらいがない。相撲の張り手の他に、フライパンで殴る技もある。
弐忍賀死丸（ににんがしまる）
一子相伝で最強の忍術と言われる「九九流忍術」の使い手。手裏剣を投げるといった忍者らしい技に加え、包丁を振り回す技もある。
苦羅那怒（くらなど）
格闘大会の主催者であるB.ゾロの命を狙う暗殺者。口からは謎の光弾を発射する能力を持つものの、ほぼ制御不能であるため、普段はマスクをして能力を封じている。フィギュアなどの人工物が好き。
ストレッチ
健康マニアで、己の健康美を世界に広めるために格闘大会に参加した。
移動や攻撃のほとんどが、腕立て伏せや腹筋といった、エクササイズのような非常に特殊なものとなっている。。
ガリガリ君
12浪中の受験生。受験勉強のやり過ぎで精神に変調をきたしており、格闘大会を受験会場と間違えている。
超必殺技は、『クイズ$ミリオネア』のような4択になり、正解されると自爆もあるという独特な技となっている。
C.五間誰（カトリーヌごまだれ）
謎めいたスキンヘッドの男性。自分が美しいと思い込んでおり、自らの肉体美を世界に知らしめるべく格闘大会に参加した。設定では、兄の「クリスティーヌ五間誰」がいる。
ボンソワール・にゃ・ネコミミ
スラム育ちの青年で、高い運動能力で逆境を乗り越えてきた。猫耳を好んでおり、自分の頭にもつけている。世界一のネコミミスターになるために、格闘大会で優勝して名声を得用ようとしている。
B.ゾロ（ブリーフ・オブ・ゾロ）
本作のラスボスで、最強の証とされる「ブラック・ブリーフ」を身につけている。強大な力を持っており、世界の歴史の裏側で暗躍していた。10年に一度「ブラック・ブリーフ」を賭け、格闘大会を主催する。
ステージBGMは、シューベルトの『魔王』をアレンジしたような曲となっている。

## 制作
本項では、開発スタッフの名称は基本的に役名で記載する。

### 背景
開発スタッフの内、五間誰と苦羅那怒は幼なじみ同士であり、玉出は苦羅那怒が草の根BBSの掲示板で知り合った人物である。本作の開発チームは、草の根BBSを通じて親交を深めており、同BBSを通じて広まった『SF エクシヴィ』などにも親しんでいた。
玉出の一軒家ではオフ会が行われたが、楽しかったので会社を休んだり、そのまま会場に帰ってくるなどする者がおり、常に40人ほどが家に寝泊まりしていた。しかもほとんどは本名も知らない者同士だった。もはやオフ会とは言えない状況だったが、その時代ならではの、入口が狭いところで知り合った独特の信頼感があり、そういう環境だったからこそ、本作のようなゲームも作りやすかったという。

### 作品の着想
本作の発案者は苦羅那怒であり、当時流行していた『ビキニカラテ』のような作品を作ろうというところから本作の開発が始まった。
当時の対戦格闘ゲームにおいては登場人物の露出度が高くなる傾向があったため、開発者はキャラクターの衣装をブリーフ一丁にすることにした。

### 撮影
撮影は2月に行われ、初日に弐忍賀死丸と玉の輝を撮影し、次の日に他のキャラクターをすべて撮影した。演者たちにはとりあえず「実写格ゲーを作る」と言って呼び出し、現場でブリーフ一枚になってもらった上で撮影が行われた。玉出が元々コスプレイヤーとして活動していたことに加え、本作の開発チームは過去に『過労伝説 本番』という格闘ゲームで実写取り込みを導入していたことから、顔をさらすことに抵抗を示す演者はいなかった。玉出は初めてコスプレしたキャラクターが『餓狼伝説』のテリー・ボガードだったことにちなみ、小道具としてネオジオの野球帽が使われた。さらに、彼のステージには、名前の由来となった実在のスーパーマーケット・スーパー玉出の画像が使われた。苦羅那怒は、2001年にKeyから情報が発表された『CLANNAD』に因んで作られた経緯があり、ステージとしてKeyの『Kanon』ゆかりの地である守口市駅の画像が使われたほか、ステージBGMとして同社の『AIR』の主題歌『鳥の詩』のアレンジ版が使われた。ネコミミはオフ会を開くとして四国から呼び出された経緯があり、当初は渋々撮影に参加していたが、やがてダンボールで猫耳と尻尾を造り、最終的に「言ってくれたらちゃんと用意してたのに」と言っていたという。演者の内、五間誰とB.ゾロはドミノマスクをしているが、これは開発当時、彼らが風俗雑誌を研究する中で、どのように顔を隠せば身元がわかりにくくなるのかということについて議論していたことに由来する。また、ゾロの演者の小道具の内、ブリーフ以外はすべて本人が用意した。
ゲーム上必須とされる動作は開発チームから指定された一方、技名や動きは演者本人に委ねられた。楽しければ良いと言うことでいかなる技も実装するという方針がとられたが、技の重複を避けるため、明らかに波動拳や昇龍拳とわかる技は入れないというルールが定められた。また、部分的に無敵になる技はあるが、全身無敵の技は作られなかった。演者の趣味はそれぞれ違うため、結果としてキャラに個性が出た。

### ゲームの作成
見ていて面白いものを作るという目的で開発された本作は、すべてのキャラクターの強攻撃が強く設定されており、コンボを決めれば早く決着がつくが、適当に強攻撃を振り回すだけでもラスボスまで進めるよう調整された。また、敵AIも、最初の2、3人目まではほとんど何もしないように作られた。
また、苦羅那怒は、『ビキニカラテ』において、キャラクターの動きに中割がないために動きがもっさりしている点についてよくないと考えており、動きにこだわった。『過労伝説 本番』の経験から、開発チームは本作も撮影したらすぐにできると思っていたが、実際はそれ以上の苦労が伴った。苦羅那怒は画像の切り取り作業が精神的にきついと感じ、心が折れぬよう一気に行った。また、全部のモーションを使うともっさりしてしまうので、通常は中の絵を省略するが、プレイヤーが一番よく目にする立ち絵については、一枚も中折りせず全部使われた。
かかった金はせいぜい撮影代と打ち上げ代ぐらいで、制作費は10万円以下という。

### Steamでの配信
10年以上立った後、同人ゲーム専用のパブリッシャーの立ち上げを考えていたHenteko Doujinのぱぃろは、偶然本作を発見し、「まず世界に挑戦するのはこれだな」と考え、代表の苦羅那怒にリリースの承諾を取りに行った。開発チームはSteamも知らず、すでにイベントで無料で配布していた状況だったため、よくわからぬまま快諾した。
開発チームは「楽しければいいじゃん」という感じで、儲けたくないわけではないがその天井が低く、コミケに行っても交通費が出れば問題無しで、打ち上げができれば大勝利という感覚だった。一方好きで作っているという思いもあり、頑張って作ったものを最初からタダで配ってもいいと思っていたわけでもなかった。
Steamでの配信にあたり、苦羅那怒のステージのBGMに『鳥の詩』が使われていたことが懸念されていたが、Keyを傘下に置くビジュアルアーツの二次創作ガイドラインに「耳コピは大丈夫」とあったため、そのまま使われた。一方、苦羅那怒のガンプラや玉出の帽子といった小道具の一部にはモザイク処理が施された。

### 続編の構想
続編も作りかけており、コンテだけは切っていた。その内容は「肩からマントだけかけたブリーフ一丁の人が、ボディーガードを連れて廃ビルに入ってアタッシュケースを開けると、黒いブリーフが入っている」というものだった。システム的にはキャラクターの追加などは可能なのだが、結局は金や時間よりも気力ややる気の問題で、逆に「気力さえあれば金なんか無くてもできる」という。オンライン対戦や続編の要望はあるようだが、「出ていた人がたまたま集まって焼肉を食べて酒飲んでいたら、テンションが上がって『よしやろか！』みたいなノリになれば、あるかもしれない」といい、結局自分たちが何かするのはそんな感じなのだという。

## 反響
本作の情報公開日は2003年4月1日だったため、最初の一週間はエイプリルフールだと思われていたが、発表の10日後に玉出だけを収録したデモ版を公開したところ、単なるエイプリールフールの冗談で無いことがわかり、一部で盛り上がりをみせた。
また、同時代の対戦格闘ゲームと比べても、技の出しやすさや爽快感、細かい駆け引きが可能な点などといった、完成度の高さが評価され、人気を集めた。IGNの藤田祥平は、本作のくだらなさや、個性的なキャラクター、さらには格闘ゲームとしての完成度の高さを評価した。
発売から10年以上後の2016年に配信されたSteam版は16万以上のダウンロードを達成したほか、世界大会も開かれた。